# Gante-Wevelgem 2017
La 79.ª edición de la clásica ciclista Gante-Wevelgem (nombre oficial en inglés: Gent-Wevelgem in Flanders Fields), se celebró en Bélgica el 26 de marzo de 2017 sobre un recorrido de 249,2 km. 
La carrera formó parte del UCI WorldTour 2017, calendario ciclístico de máximo nivel mundial, siendo la decimosegunda carrera de dicho circuito.
La carrera fue ganada por el corredor belga Greg Van Avermaet del equipo BMC Racing, en segundo lugar Jens Keukeleire (Orica-Scott) y en tercer lugar Peter Sagan (Bora-Hansgrohe).

## Recorrido
La Gante-Wevelgem dispuso de un recorrido total de 249,2 kilómetros con 10 cotas, sin embargo, manteniendo su mismo recorrido, esta carrera forma parte del calendario de clásicas de adoquines donde los primeros 140 km no tienen mucha dificultad. Los últimos 100 km concentraron 10 subidas, donde se destacaba los muros del Baneberg y el Kemmelberg, antes de dirigirse a la meta en Wevelgem en un curso completamente plana.
| Número | Nombre                   | Km    |
| ------ | ------------------------ | ----- |
| 1      | Catsberg                 | 135,6 |
| 2      | Kokereelberg             | 139,1 |
| 3      | Vert Mont                | 141,4 |
| 4      | Côte du Ravel Put        | 143,7 |
| 5      | Côte de la Blanchisserie | 148,9 |
| 6      | Baneberg                 | 166,5 |
| 7      | Kemmelberg               | 174,5 |
| 8      | Monteberg                | 178,5 |
| 9      | Baneberg                 | 210,3 |
| 10     | Kemmelberg               | 214,9 |

## Equipos participantes
Tomaron parte en la carrera 25 equipos: 18 de categoría UCI WorldTour 2017 invitados por la organización; 7 de categoría Profesional Continental. Formando así un pelotón de 200 ciclistas de los que acabaron 115. Los equipos participantes fueron:
| WorldTeams (18)- Bora-Hansgrohe - Quick-Step Floors - Lotto-Soudal - BMC Racing Team - AG2R La Mondiale - Astana - Bahrain-Merida - Cannondale-Drapac - FDJ - Movistar Team - Orica-Scott - Dimension Data - Katusha-Alpecin - Lotto NL-Jumbo - Sky - Team Sunweb - Trek-Segafredo - UAE Team Emirates Equipos continentales profesionales (7)- Sport Vlaanderen-Baloise - Wanty-Groupe Gobert - Verandas Willems-Crelan - Cofidis, Solutions Crédits - WB-Veranclassic-Aqua Protect - Israel Cycling Academy - Roompot-Nederlandse Loterij |
| |

## Clasificaciones finales
- Las clasificaciones finalizaron de la siguiente forma:[7]

### Clasificación general
| \| Clasificación general \| Clasificación general \| Clasificación general \| Clasificación general \| Clasificación general \| \| Ciclista \| Ciclista \| Equipo \| Tiempo \| \| \| --------------------- \| --------------------- \| --------------------- \| --------------------- \| --------------------- \| \| 1.º \| Greg Van Avermaet \| BMC Racing Team \| 5 h 39 min 05 s \| \| \| 2.º \| Jens Keukeleire \| Orica-Scott \| + 0 s \| \| \| 3.º \| Peter Sagan \| Bora-Hansgrohe \| + 6 s \| \| \| 4.º \| Niki Terpstra \| Quick-Step Floors \| + 6 s \| \| \| 5.º \| John Degenkolb \| Trek-Segafredo \| + 6 s \| \| \| 6.º \| Tom Boonen \| Quick-Step Floors \| + 6 s \| \| \| 7.º \| Jens Debusschere \| Lotto-Soudal \| + 6 s \| \| \| 8.º \| Michael Matthews \| Team Sunweb \| + 6 s \| \| \| 9.º \| Fernando Gaviria \| Quick-Step Floors \| + 6 s \| \| \| 10.º \| Sacha Modolo \| UAE Team Emirates \| + 6 s \| \| |                   |                   |                 |
| |                   |                   |                 |
| Fuente: ProCyclingStats |                   |                   |                 |
| Clasificación general |                   |                   |                 |
| Ciclista | Ciclista          | Equipo            | Tiempo          |
| 1.º | Greg Van Avermaet | BMC Racing Team   | 5 h 39 min 05 s |
| 2.º | Jens Keukeleire   | Orica-Scott       | + 0 s           |
| 3.º | Peter Sagan       | Bora-Hansgrohe    | + 6 s           |
| 4.º | Niki Terpstra     | Quick-Step Floors | + 6 s           |
| 5.º | John Degenkolb    | Trek-Segafredo    | + 6 s           |
| 6.º | Tom Boonen        | Quick-Step Floors | + 6 s           |
| 7.º | Jens Debusschere  | Lotto-Soudal      | + 6 s           |
| 8.º | Michael Matthews  | Team Sunweb       | + 6 s           |
| 9.º | Fernando Gaviria  | Quick-Step Floors | + 6 s           |
| 10.º | Sacha Modolo      | UAE Team Emirates | + 6 s           |

## UCI World Ranking
La Gante-Wevelgem otorga puntos para el UCI WorldTour 2017 y el UCI World Ranking, este último para corredores de los equipos en las categorías UCI ProTeam, Profesional Continental y Equipos Continentales. Las siguientes tablas son el baremo de puntuación y los corredores que obtuvieron puntos:
| Posición   | 1º  | 2º  | 3º  | 4º  | 5º  | 6º  | 7º  | 8º  | 9º  | 10º |
| Puntuación | 500 | 400 | 325 | 275 | 225 | 175 | 150 | 125 | 100 | 85  |

| 1.º  | Greg Van Avermaet | BMC Racing        | 500 |
| 2.º  | Jens Keukeleire   | Orica-Scott       | 400 |
| 3.º  | Peter Sagan       | Bora-Hansgrohe    | 325 |
| 4.º  | Niki Terpstra     | Quick-Step Floors | 275 |
| 5.º  | John Degenkolb    | Trek-Segafredo    | 225 |
| 6.º  | Tom Boonen        | Quick-Step Floors | 175 |
| 7.º  | Jens Debusschere  | Lotto Soudal      | 150 |
| 8.º  | Michael Matthews  | Sunweb            | 125 |
| 9.º  | Fernando Gaviria  | Quick-Step Floors | 100 |
| 10.º | Sacha Modolo      | UAE Emirates      | 85  |